# Jeans (cráter marciano)
Jeans es un cráter de impacto situado en el cuadrángulo Mare Australe de Marte, localizado en las coordenadas 69,8° de latitud sur y 205,9° de longitud oeste. Tiene 73,6 km en diámetro y debe su nombre al astrofísico británico James Hopwood Jeans. La designación fue aprobada por la Unión Astronómica Internacional (UAI) (WGPSN) en 1973.
Las imágenes del artículo muestran una serie de áreas oscuras en las que ha desaparecido el hielo de la superficie, quedando expuesto el terreno oscuro situado por debajo. También son visibles capas estratificadas, probablemente producto de sucesivos ciclos de deposición de materiales.
|  |  |

## Por qué los cráteres son importantes
La densidad de cráteres de impacto suele determinar la edad de la superficie de Marte y de otros cuerpos del sistema solar. Cuanto más antigua es una superficie, más cráteres presenta. Las formas de los cráteres pueden revelar la presencia de hielo en el terreno.